# Somogybükkösd
Somogybükkösd is een plaats (község) en gemeente in het Hongaarse comitaat Somogy. Somogybükkösd telt 117 inwoners (2001).